# Wohnhaus Osterstader Straße 31
Das Wohnhaus Osterstader Straße 31, Ecke Am Bahndamm, in der niedersächsischen Gemeinde Hagen im Bremischen, Ortsteil Sandstedt, im Landkreis Cuxhaven, stammt vom Ende des 19. Jahrhunderts.
Aktuell (2024) wird die Hausanlage als Wohnhaus und gewerblich genutzt.
Die Gebäude stehen unter Denkmalschutz (siehe auch Liste der Baudenkmale in Hagen im Bremischen).

## Beschreibung
Die baumbestandene Hausanlage besteht aus:
- der zweigeschossigen giebelständigen historisierenden Villa von 1892 (Inschrift) auf hohem Sockel mit Drempel, mit ziegelgedecktem Satteldach und straßenseitigem zweigeschossigen mittleren Giebelrisalit mit Freigespärre sowie mit Eckquaderung, geschossteilenden Gesimsbändern und dekorativ eingefassten Öffnungen,[2]
- der eingeschossigen giebelständigen verputzten Remise/Wirtschaftsgebäude von um 1895 mit schiefergedecktem Satteldach auf hohem Drempel, Fassade mit Lisenen, Gesimsen und segmentbogigen Toren und Fenstern sowie Bergeraum im Dachgeschoss,[3]
- dem parkartig gestalteten Garten mit Sträuchern als bauzeitlicher Einfriedung und erhaltenem alten Baumbestand[4]
- sowie dem dreiseitig umlaufenden Graben als zusätzliche Begrenzung des Grundstücks.[5]

Das Landesdenkmalamt befand u. a.: „… entspricht es dem Typus qualitätvoller historistischer Anlagen aus der Zeit um die Jahrhundertwende zum 20. Jahrhundert … .“